# Campeonato Europeo de Lucha de 2018
El LXIX Campeonato Europeo de Lucha se celebró en Kaspisk (Rusia) entre el 30 de abril y el 6 de mayo de 2018 bajo la organización de United World Wrestling (UWW) y la Federación Rusa de Lucha.
Las competiciones se realizaron en el Palacio de Deportes Ali Aliyev de la ciudad rusa.

## Medallistas

### Lucha grecorromana masculina
| Evento         | Oro                         | Plata                           | Bronce                                                    |
| -------------- | --------------------------- | ------------------------------- | --------------------------------------------------------- |
| 55 kg (01.05)  | Eldəniz Əzizli Azerbaiyán   | Helary Mägisalu Estonia         | Nugzar Tsurtsumia Georgia Ekrem Öztürk Turquía            |
| 60 kg (02.05)  | Serguei Yemelin · Rusia     | Murad Məmmədov Azerbaiyán       | Jacopo Sandron · Italia · Dato Chjartishvili · Georgia    |
| 63 kg (01.05)  | Mihai Mihuț · Rumania       | Stig-André Berge · Noruega      | Donior Islamov · Moldavia · Zaur Kabaloyev · Rusia        |
| 67 kg (02.05)  | Artiom Surkov · Rusia       | Shmagui Bolkvadze Georgia       | Karen Aslanian Armenia Enes Başar Turquía                 |
| 72 kg (02.05)  | Adam Kurak · Rusia          | Rəsul Çunayev Azerbaiyán        | Bálint Korpási · Hungría · Daniel Cataraga · Moldavia     |
| 77 kg (01.05)  | Roman Vlasov · Rusia        | Viktor Nemeš Serbia             | Elvin Mürsəliyev · Azerbaiyán · Tamás Lőrincz · Hungría   |
| 82 kg (02.05)  | Maxim Manukian Armenia      | Viktar Sasunouski · Bielorrusia | Daniel Alexandrov Bulgaria Rafiq Hüseynov Azerbaiyán      |
| 87 kg (01.05)  | Robert Kobliashvili Georgia | Bekjan Ozdoyev · Rusia          | Kristoffer Berg · Suecia · Denis Kudla · Alemania         |
| 97 kg (02.05)  | Artur Alexanian Armenia     | Mihail Kadžaja Serbia           | Matti Kuosmanen · Finlandia · Balázs Kiss · Hungría       |
| 130 kg (01.05) | Rıza Kayaalp Turquía        | Vitali Shchur · Rusia           | Alin Alexuc-Ciurariu · Rumania · Iakob Kadzhaia · Georgia |

1. ↑  El medallista de bronce, el georgiano Iuri Lomadze, fue descalificado por dopaje.[2]

### Lucha libre masculina
| Evento         | Oro                            | Plata                           | Bronce                                                           |
| -------------- | ------------------------------ | ------------------------------- | ---------------------------------------------------------------- |
| 57 kg (05.05)  | Georgi Edişeraşvili Azerbaiyán | Zaur Uguyev · Rusia             | Stevan Mićić · Serbia · Uladzislau Andreyeu · Bielorrusia        |
| 61 kg (06.05)  | Gadzhimurad Rashidov · Rusia   | Beka Lomtadze Georgia           | Ivan Guidea · Rumania · Recep Topal · Turquía                    |
| 65 kg (05.05)  | Hacı Əliyev Azerbaiyán         | Ilias Bekbulatov · Rusia        | Selahattin Kılıçsallayan Turquía Vladimer Jinchegashvili Georgia |
| 70 kg (05.05)  | Magomed Kurbanaliyev · Rusia   | Magomedmurad Gadżijew · Polonia | Zurab Iakobishvili Georgia Murtazali Müslimov Azerbaiyán         |
| 74 kg (06.05)  | Soner Demirtaş Turquía         | Zelimkhan Khadjiev Francia      | Andrei Karpach · Bielorrusia · Frank Chamizo · Italia            |
| 79 kg (05.05)  | Ajmed Gadzhimagomedov · Rusia  | Martin Obst · Alemania          | Mihály Nagy · Hungría · Cəbrayıl Həsənov · Azerbaiyán            |
| 86 kg (06.05)  | Artur Naifonov · Rusia         | Aleksandr Qostiyev Azerbaiyán   | Sandro Aminashvili · Georgia · Shamil Kudiiamagomedov · Italia   |
| 92 kg (06.05)  | Abdulrashid Sadulayev · Rusia  | Şərif Şərifov Azerbaiyán        | Serdar Böke · Turquía · Kyrylo Mieshkov · Ucrania                |
| 97 kg (05.05)  | Vladislav Baitsayev · Rusia    | Aliaxandr Hushtyn · Bielorrusia | Nurməhəmməd Hacıyev Azerbaiyán Elizbar Odikadze Georgia          |
| 125 kg (06.05) | Taha Akgül Turquía             | Gueno Petriashvili Georgia      | Robert Baran · Polonia · Cәmalәddin Mәhәmmәdov · Azerbaiyán      |

### Lucha libre femenina
| Evento        | Oro                            | Plata                               | Bronce                                                         |
| ------------- | ------------------------------ | ----------------------------------- | -------------------------------------------------------------- |
| 50 kg (03.05) | Mariya Stadnik Azerbaiyán      | Emilia Vuc · Rumania                | Evin Demirhan · Turquía · Milana Dadasheva · Rusia             |
| 53 kg (04.05) | Stalvira Orshush · Rusia       | Vanesa Kaladzinskaya · Bielorrusia  | María Prevolaraki · Grecia · Katarzyna Krawczyk · Polonia      |
| 55 kg (03.05) | Iryna Kurachkina · Bielorrusia | Roksana Zasina · Polonia            | Mariya Gurova · Rusia · Bediha Gün · Turquía                   |
| 57 kg (04.05) | Biliana Dudova Bulgaria        | Irina Ologonova · Rusia             | Emese Barka · Hungría · Alyona Kolesnik · Azerbaiyán           |
| 59 kg (03.05) | Elif Jale Yeşilırmak Turquía   | Mimi Jristova Bulgaria              | Svetlana Lipatova · Rusia · Tatyana Omelçenko · Azerbaiyán     |
| 62 kg (04.05) | Taibe Yusein Bulgaria          | Inna Trazhukova · Rusia             | Ilona Prokopevniuk · Ucrania · Veranika Ivanova · Bielorrusia  |
| 65 kg (04.05) | Petra Olli · Finlandia         | Elis Manolova Azerbaiyán            | Krystsina Fedarashka · Bielorrusia · Henna Johansson · Suecia  |
| 68 kg (03.05) | Anastasiya Bratchikova · Rusia | Koumba Larroque Francia             | Buse Tosun · Turquía · Martina Kuenz · Austria                 |
| 72 kg (04.05) | Jenny Fransson · Suecia        | Anastasiya Zimiankova · Bielorrusia | Cynthia Vescan · Francia · Alexandra Anghel · Rumania          |
| 76 kg (03.05) | Yasemin Adar Turquía           | Yekaterina Bukina · Rusia           | Vasilisa Marzaliuk · Bielorrusia · Səbirə Əliyeva · Azerbaiyán |

## Medallero
| Núm. | País        | Oro | Plata | Bronce | Total |
| ---- | ----------- | --- | ----- | ------ | ----- |
| 1    | Rusia       | 12  | 7     | 4      | 23    |
| 2    | Turquía     | 5   | 0     | 8      | 13    |
| 3    | Azerbaiyán  | 4   | 5     | 9      | 18    |
| 4    | Bulgaria    | 2   | 1     | 1      | 4     |
| 5    | Armenia     | 2   | 0     | 1      | 3     |
| 6    | Bielorrusia | 1   | 4     | 5      | 10    |
| 7    | Georgia     | 1   | 3     | 8      | 12    |
| 8    | Rumania     | 1   | 1     | 3      | 5     |
| 9    | Suecia      | 1   | 0     | 2      | 3     |
| 10   | Finlandia   | 1   | 0     | 1      | 2     |
| 11   | Polonia     | 0   | 2     | 2      | 4     |
| 12   | Francia     | 0   | 2     | 1      | 3     |
| 12   | Serbia      | 0   | 2     | 1      | 3     |
| 14   | Alemania    | 0   | 1     | 1      | 2     |
| 15   | Estonia     | 0   | 1     | 0      | 1     |
| 15   | Noruega     | 0   | 1     | 0      | 1     |
| 17   | Hungría     | 0   | 0     | 5      | 5     |
| 18   | Italia      | 0   | 0     | 3      | 3     |
| 19   | Ucrania     | 0   | 0     | 2      | 2     |
| 20   | Austria     | 0   | 0     | 1      | 1     |
| 20   | Grecia      | 0   | 0     | 1      | 1     |
| 20   | Moldavia    | 0   | 0     | 1      | 1     |
|      | TOTAL       | 30  | 30    | 60     | 120   |